# Saint-Maximin (Oise)
Saint-Maximin é uma comuna francesa na região administrativa de Altos da França, no departamento de Oise. Estende-se por uma área de 12,33 km². Em 2010 a comuna tinha 2 987 habitantes (densidade: 242,3 hab./km²).